# Tomás Straka
Tomás Helmut Straka Medina (Caracas, 25 de octubre de 1972) es un historiador y ensayista venezolano. Se desempeña como director del Instituto de Investigaciones Históricas «Hermann González Oropeza, sj», de la Universidad Católica Andrés Bello (UCAB) y es Individuo de Número de la Academia Nacional de la Historia de Venezuela.

## Biografía
Tomás Straka es hijo del antropólogo austríaco Hellmuth Straka y de María Luisa Medina de Straka. Es hermano de la investigadora y activista de los derechos humanos Úrsula Straka. Realizó todos sus estudios en Caracas, graduándose de bachiller en humanidades en el Liceo Gustavo Herrera (1989); de profesor de Ciencias Sociales en el Instituto Pedagógico de Caracas, núcleo de la Universidad Pedagógica Experimental Libertador (1996); magíster en Historia en la Universidad Central de Venezuela (2000) y de Doctor en Historia en la UCAB (2010). 
Ejerció la docencia a nivel medio, combinándola con la docencia universitaria y la investigación. Una vez concluido su profesorado en el Pedagógico de Caracas, se integró al consejo editorial de la revista Tierra Firme, y comenzó a dictar clases a nivel superior en la UCAB y en el Instituto Universitario Pedagógico Monseñor Arias Blanco. Desde entonces ha sido profesor e investigador en centros de educación superior de Venezuela, Estados Unidos, México y Colombia. En Venezuela ha trabajado en la Universidad Simón Bolívar, la Universidad Metropolitana, el Instituto Pedagógico de Caracas, el Seminario Interdiocesano Santa Rosa de Lima y en el IESA, donde participa como docente en su «Programa de Liderazgo».  
En los Estados Unidos ha sido Tinker Visiting Professor en la Universidad de Chicago (2020)  y Fulbright Scholar en el Pomona College (2014). También ha sido investigador invitado en la Universidad Nacional Autónoma de México (2011) y en la Pontificia Universidad Javeriana de Bogotá (2019). 
Paralelamente ha publicado diversos trabajos, que incluyen manuales escolares, estudios monográficos, biografías y colecciones de ensayos. Es columnista en medios y portales como Prodavinci, Debates IESA y Nueva Sociedad. También fue presidente de la Fundación Rómulo Betancourt. En 2016 se incorporó como Individuo de Número a la Academia Nacional de la Historia.

## Principales publicaciones
- La voz de los vencidos, ideas del partido realista de Caracas (1810–1821), 2000.
- Hechos y gente, Historia contemporánea de Venezuela, 2001.
- La alas de Ícaro, indagación sobre ética y ciudadanía en Venezuela (1800–1830), 2005.
- Un reino para este mundo, Catolicismo y republicanismo en Venezuela, 2006.
- La Tradición de lo moderno, Venezuela en diez enfoques (Editor), 2006.
- Las biografías de Julián Castro y Juan Crisóstomo Falcón para la Biblioteca Biográfica Venezolana del diario El Nacional, 2006–2007.
- Contra Bolívar (Compilación y comentarios de los artículos del periodista realista José Domingo Díaz contra Simón Bolívar), 2009.
- La épica del desencanto, 2009.
- Instauración de la República Liberal Autocrática: claves para su interpretación 1830–1899, 2010.
- Historia de la Iglesia Católica en Venezuela. Documentos para su estudio (Junto con Manuel Donís Ríos), 2010.
- Las Independencias de Iberoamérica (Editor junto con Agustín Sánchez Andrés y Michael Zeuske), 2011.
- Venezuela 1861–1936. La era de los gendarmes. Caudillismo y liberalismo autocrático, 2013.
- La república fragmentada. Claves para entender a Venezuela, 2015.
- Historical Dictionary of Venezuela (Junto con G. Guzmán y A. Cáceres), 2018.
- La economía venezolana en el siglo XX. Perspectiva sectorial (Editor junto con Fernando Spiritto), 2018.
- 250 años de Alexander von Humboldt: el nacimiento del Cosmos (Editor junto con Lorena Puerta Bautista), 2020.
- Raúl Leoni, Democracia en la tormenta (Coord. y autor), 2022.